# Transcontinental Railroad
De (First) Transcontinental Railroad is de transcontinentale spoorlijn tussen de oost- en westkust van de Verenigde Staten en werd geopend in 1869. Het was de eerste transcontinentale spoorweg ter wereld, afgezien van de Panamaspoorweg uit 1855, die slechts 76 kilometer lang is. Sinds 1859 was Omaha (Nebraska) aangesloten op de spoorlijn van de Atlantische kust. Voor de aansluiting met de westkust werd de Central Pacific Railroad aangelegd vanuit Sacramento (Californië) naar het oosten en de Union Pacific Railroad vanuit Omaha naar het westen. 
In de jaren erna werden nog eens vier transcontinentale spoorlijnen aangelegd in de Verenigde Staten.

## Aanleg
De federale overheid gaf in de Pacific Railroad Act van 1862 beide maatschappijen de opdracht om de spoorlijn te bouwen. Er werd door de overheid grond beschikbaar gesteld aan beide zijden van de spoorlijn. Hierdoor was het van het grootste belang dat beide zo snel mogelijk bouwden aan het traject. Meer spoorlijn betekende meer grond. De aanleg werd in het westen bemoeilijkt door de hoge toppen van de Rocky Mountains. Daarnaast was het personeel een punt van zorg. Veel spoorwegarbeiders verlieten de bouw zodra ze geld hadden om naar goud te zoeken. Hierdoor liep de bouw vertraging op. Toen uiteindelijk een grote groep Chinezen zich aanmeldde was het probleem opgelost. In het oosten waren het andere zaken die de bouw vertraagden. De oorspronkelijke bewoners van Nebraska en Wyoming, de Cheyenne, hadden bezwaren tegen de spoorlijn en pleegden aanslagen. Ook was er onderling veel strijd tussen de werklieden. Drankmisbruik, hoerenloperij en geweld waren aan de orde van de dag in de werkkampen. Door onderlinge schietpartijen verloren soms vier op vijf medewerkers het leven. Pas nadat generaal Sherman, een held uit de Amerikaanse Burgeroorlog die harde maatregelen niet schuwde, orde op zaken kwam stellen, ging de aanleg van de Union Pacific sneller. Gevolg waren minder schietpartijen onder de arbeiders en het begin van de uitroeiing van de Indianen.
De toezichthouders van het project bestond grotendeels uit veteranen en de meerderheid van de spoorwegarbeiders van de Central Pacific waren Chinees. Een tiende van de arbeiders was Iers.
Toen de bouw van beide spoorlijnen vorderde, koos het congres de plaats Promontory aan het Great Salt Lake (Utah) uit als ontmoetingsplaats van beide maatschappijen. Vanaf dat moment was het een kwestie van prestige wie als eerste daar zou arriveren. De Central Pacific won uiteindelijk met twee dagen. Promontory Summit, de plek waar de laatste nagel, een gouden, in het hout werd geslagen, staat nu bekend als Golden Spike National Historic Site. De spoorlijn werd door velen gezien als de grootste technische prestatie in de 19e eeuw en vormde een belangrijke schakel in de handel tussen Oost- en West-Amerika, maar ook in de ontwikkeling van het Wilde Westen. Door de komst van de lijn kwam er een einde aan het postkoetsvervoer.

## Tracé
De Central Pacific was 1100 kilometer lang en liep van Sacramento door Californië (via Newcastle en Truckee), Nevada (via Reno, Wadsworth, Winnemucca, Battle Mountain, Elko en Humboldt-Wells) en Utah naar Promontory, waar de aansluiting op de Union Pacific was.
De Union Pacific was ruim 1700 kilometer lang, en liep van Omaha door Nebraska (via Elkhorn, Grand Island, North Platte en Ogallala), Colorado (via Julesburg), weer door Nebraska (via Sidney), Wyoming (via Cheyenne, Laramie, Green River en Evanston) en Utah (via Ogden, Brigham City en Corinne) naar Promontory.
In het totaal was de gehele spoorlijn van Omaha naar San Francisco ruim 1866 mijl, ruim 3000 kilometer. Na 1869 zijn vele aanpassingen gedaan om het traject korter, sneller en veiliger te maken. Een belangrijke afkorting uit 1881 was de Lucin Cutoff dwars over de Salt Lake via Promontory Point waarbij het deel via Promontory Summit overbodig werd.

## Huidige treindiensten
De Amerikaanse spoorwegmaatschappij Amtrak onderhoudt met de California Zephyr een dagelijkse reizigersdienst tussen Emeryville (in Californië, bij San Francisco) en Chicago (Illinois). De reis duurt iets meer dan twee dagen. In het noorden rijdt Amtrak met nog een transcontinentale dienst, in het zuiden met twee andere.
De grootste gebruiker voor het goederenvervoer is de spoorwegonderneming Union Pacific.